# 伊藤潤一 (書家)
伊藤 潤一（いとう じゅんいち、本名同じ、1986年12月19日 - ）は、日本の書家・芸術家。
三重県紀北町出身、松阪市在住。同市にアトリエを置く。And Japan Production所属（芸能事務所）。
みえの文化びと登録。台湾・國立故宮博物院国際正会員。日本デザイン書道作家協会会員。第16回三重県文化新人賞。第22回三重県文化奨励賞。東久邇宮文化褒賞。東久邇宮記念賞。第20回日本デザイン書道大賞優秀賞。第21回日本デザイン書道大賞。令和３年三銀ふるさと三重文化賞。 

## 経歴

### 生い立ち・学歴
1986年、三重県北牟婁郡海山町生まれ。長男。
松阪市立松尾小学校、松阪市立西中学校、梅村学園三重高等学校、皇學館大学社会福祉学部卒業（教員免許取得）。

### 活動・実績
大学在学中の2007年、一人の書家との出会いをきっかけに筆と墨を使った表現活動を開始し書の道を志す。
最初は地元の駅周辺の路上に座り活動をしていたが、地道な活動が注目を集め、やがてショッピングセンターや百貨店でのイベント出演を行うようになる。
2013年からはその活動の舞台を海外にも広げ、フランス、イタリア、スイス、台湾など、世界主要都市にも実績があり、台湾では世界三大博物館のひとつ「國立故宮博物院」より、日本人で初めて国際正会員として認定される。
2015年開催のイタリア・ミラノ国際博覧会へも参加。
この年に、自身初となる著書『路上から世界へ』を出版し、ダイヤモンド・オンラインでも取り上げられる。
2016年には安倍晋三（元総理大臣）夫人の安倍昭恵からのオファーで主要国首脳会議（G7伊勢志摩サミット）配偶者プログラムにてディナー会場の演出も手掛ける。会場を飾った「輪」「和」「環」の文字は世界の要人たちからの高い評価を得た。現在、その作品は安倍昭恵のもとにある。（2016年10月、総理公邸へ表敬訪問 - 本人facebook情報）
ダンスアーティスト ケント・モリのプロデュースで開催された伊勢志摩ダンスサミットを記録したPVの撮影にも協力。
2017年、鈴鹿サーキットで開催される2017 FIA F1世界選手権 日本GPのテーマロゴ【THE 1 AND ONLY】のロゴデザインを担当。
2018年にマーク・パンサー（globe）が所属するAnd Japan Productionと契約。（2018年5月1日／本人twitter情報）
ギャラリーオーナーや美術評論家たちが審査に加わり、NYで開催されたコンテストに合格したことで、さらに世界が注目を集めるアーティストととしての仲間入りを果たした。
日本文化の探求、和の心の探求のひとつとして神社仏閣への奉納も行っており、日本の始まりの地と言われ、初代天皇・神武天皇を祀る橿原神宮へも作品を奉納し、神武天皇祭の演出を手がける。
高松宮賞、秩父宮賞に並ぶ日本三大宮賞のひとつで、民間最高の褒賞と言われる「東久邇宮文化褒賞」を受賞。
安倍昭恵との付き合いから、総理大臣主催「桜を見る会」にも招待される。
2021年秋に初の東京個展を成功させるも、その後、原因不明の病である「筋痛性能脊髄炎」を発症したことを告白。その様子はテレビ東京のミニドキュメンタリー「生きるを伝える」でも紹介された。
2022年春、長年勤めた会社を退職し、自ら代表を務め、広告業・アート・イベントを主とする「株式会社カブク」を設立。
2024年2月、株式会社カブクが総合プロデュースする松阪ナイトミュージアム「松阪の一夜（ひとよ）」開催。
2024年4月には名古屋テレビ 『超町人！チョコレートサムネット』へ出演。スタジオでパフォーマンスも行う。

### 略歴
- 2007年3月 - 筆と墨を使った表現活動を始める
- 2008年7月 - 三重県内にて初個展
- 2013年10月 - 清水寺・古と優艶の書画展
- 2013年11月 - スイス・モントルーアートフェア
- 2014年5月 - 永遠の朋友展（台湾・中正記念堂）
- 2014年6月 - 台湾・國立故宮博物院国際正会員受賞
- 2014年10月 - 国際平和美術展（パリ・ユネスコ本部）
- 2015年9月 - ミラノ国際博覧会公認「JAPANESE ART TASTING EXPO 2016」（イタリア・ミラノ）
- 2015年10月 - 個展「阿吽」（重要文化財・赤井家住宅）
- 2016年5月 - 主要国首脳会議（G7伊勢志摩サミット）配偶者プログラム夕食会会場　装飾・演出
- 2017年2月 - 2017 FIA F1世界選手権 日本GP　タイトルデザイン
- 2017年3月 - 個展「イノリ」（重要文化財・棚橋邸）
- 2017年5月 - 第16回 三重県文化賞新人賞 受賞（三重県文化賞）
- 2017年9月 - 三重県護国神社　作品奉納
- 2017年9月 - 和歌山県護国神社　作品奉納
- 2018年3月 - 橿原神宮（奈良） 作品奉納
- 2018年4月 - 塔世山四天王寺　作品奉納
- 2018年4月 - 橿原神宮 神武祭（夜間特別拝観演出）
- 2018年7月 - 三重県護国神社  万灯みたま祭　書画奉納
- 2018年7月 - 松阪市　作品寄贈
- 2018年7月 - 松阪神社　作品奉納
- 2018年7月 - 八雲神社　作品奉納
- 2018年7月 - 御厨神社　作品奉納
- 2018年8月 - The Contest in NY
- 2018年8月 - 世界平和の祈りinパリ（ジャポニスム2018公認）
- 2018年10月 - ブリュッセル国際コンクール　SAKEselection 出演
- 2018年11月 - 東久邇宮文化褒賞受賞
- 2019年4月 - 東久邇宮記念賞受賞
- 2019年6月 - ロシア・ノヴォシビルスク
- 2019年7月 - 靖国神社　みたままつり 奉納
- 2019年9月 - Cebu International Art Fair
- 2019年10月 - 個展「祈り」（外宮参道ギャラリー）
- 2019年10月 - 日英交流年 UK in Japan アーティスト・イン・レジデンス
- 2019年11月 - 波切神社（志摩市） 作品奉納
- 2020年4月 - 頭之宮四方神社 コロナウイルス鎮静祈願祭 奉納
- 2020年5月 - 浄土宗・安城山正東寺　物故者追善法要式 奉納
- 2020年10月 - 第20回 日本デザイン書道大賞 優秀賞 受賞
- 2021年3月 - 三銀ふるさと三重文化賞 受賞
- 2021年7月 - FOCUS ART FAIR LONDO（イタリア・ロンドン）
- 2021年9月 - 個展「祈り」（東京・ギャラリー フィールド）
- 2022年9月 - 個展「祈り」（三重県伊賀市・ギャラリー是空）
- 2022年11月　Runway Dubai（ドバイ・アラブ首長国連邦）
- 2023年5月 - 個展「祈り」（東京・ギャラリー フィールド）
- 2023年5月 - 第22回 三重県文化賞奨励賞 受賞（三重県文化賞・最年少記録）
- 2023年7月 - 個展「祈り」（三重県伊賀市・ART SPACE IGA）
- 2023年11月 - 「跨境·空間」（台湾・Yuan Ru Gallery）
- 2023年12月 - 個展「祈り」（銀座・ART GALLERY 東急プラザ銀座）
- 2024年2月 - 「松阪の一夜」総合プロデューサー
- 2024年5月 - 個展「祈り」（三重県津市・ミフジ）
- 2024年6月 - 個展「祈り」（三重県四日市市・ギャラリーたね）

## 奉納
三重県護国神社、和歌山県護国神社、橿原神宮、塔世山四天王寺、松阪神社、御厨神社、八雲神社、靖国神社、波切神社、頭之宮四方神社、浄土宗・正東寺

## 著書
『路上から世界へ』2015年、リーブル出版

## 交友関係
- ロックバンドおかん（ミュージシャン）
- FUNKIST（ミュージシャン）
- ケント・モリ（ダンスアーティスト）
- 安倍晋三（元・総理大臣）
- 安倍昭恵（元・首相大臣夫人）
- ちかけん（竹あかり総合演出）
- 三宅洋平(ミュージシャン)
- 浅田政志(写真家)
- 宮里優作（プロゴルファー）
- 阿部雅龍（冒険家）
- マーク・パンサー（globe・DJ）
- 月涛賀ゆう（旧 月永悠）（神仏画家）
- 櫻井治男（宗教学者・大学教授）
- 栗城史多（登山家）
- 高橋歩（自由人）
- ジョーブログ（YouTuber）
- 小橋賢治（俳優）
- 鈴木英敬（政治家・国会議員）
- 小倉隆史（元・Jリーガー / FC伊勢志摩 理事長）
- 伊藤研人（実業家 / いいねジャパンCEO・作家）
- 竹内洋司（尺八奏者）